# 里奇蘭鎮區 (堪薩斯州拉貝特縣)
里奇蘭鎮區（英語：Richland Township）是位於美國堪薩斯州拉貝特縣的一個行政鎮區。

## 地方資料
里奇蘭鎮區的面積為97.52平方千米，當中陸地面積為96.22平方千米，而水域面積為1.30平方千米。根據2010年美國人口普查的數據，當地共有人口287人，而人口密度為每平方千米2.94人。

## 外部連結
- US-Counties.com
- City-Data.com （页面存档备份，存于）